# Ágnes Sipka
Ágnes Sipka (* 14. August 1954 in Szeged) ist eine ehemalige ungarische Leichtathletin.

## Werdegang
Ágnes Sipka ist die Tochter von Ferenc Sipka, ehemaliger Sekretär des Weltverbandes der Ungarn und der Lehrerin Margit Bánkuti. Sie absolvierte ein Lehramtsstudium an der Pädagogischen Hochschule in Budapest, das sie 1976 erfolgreich abschloss. Weiterhin erhielt sie 1979 an der Sporthochschule ein Diplom als Leichtathletiktrainerin.
Dreimal wurde die Langstreckenläuferin nationale Meisterin im Marathon (1981, 1985 und 1989).
1983 wurde sie Fünfte beim Enschede-Marathon in 2:39:38 h. Im Jahr darauf gewann sie den Berlin-Marathon in 2:39:32, und 1985 wurde sie an selber Stelle Dritte in 2:35:27. Am 26. Oktober 1986 siegte sie bei einem Marathon in Budapest und blieb dabei mit 2:28:51 als erste ungarische Frau unter zweieinhalb Stunden. 1987 wurde sie jeweils Siebte beim Osaka Women’s Marathon und beim London-Marathon und Siebte beim New-York-City-Marathon.
Am 16. Oktober 1988 stellte sie in Székesfehérvár zwei Landesrekorde in einem Rennen auf, von denen letzterer immer noch Bestand hat: im Stundenlauf mit 16.991 Metern und im 20.000-Meter-Bahnlauf mit 1:10:56,6 h.
Ágnes Sipka war mit dem Sportlehrer Tibor Őze verheiratet, die Ehe wurde geschieden.